# Ozoroa dekindtiana
Ozoroa dekindtiana là một loài thực vật có hoa trong họ Đào lộn hột. Loài này được (Engl.) R.Fern. & A.Fern. mô tả khoa học đầu tiên năm 1965.